# Øsby Kirke
Øsby Kirke er en kirke i Øsby på Haderslev Næs, opført i 1500-tallets første del. Kirken er endda meget stor af en landsbykirke at være. Kirken har tidligere været indviet til Vor Frue. Tillige er det gotiske anlæg enestående i disse egne af landet, hvor ellers alle kirker er romanske. Dens mure indeholder rester af en langt ældre bygning.

## Kirkebygningen
Kirken består oprindeligt af skib, kor og tårn. Senere tilbygninger inden middelalderens udgang er sakristi og kapel, hvor kapellet i dag benyttes som en del af koret. Kapellet (mod syd) er senere udbygget med et såkaldt benhus. Soklen er fremstillet af kløvet kamp medens materialet i øvrigt er røde tegl. Koret dog rå kamp og enkelte frådstensblokke fra den ældre kirke. I dag fremstår kirken hvidkalket og med blytækket tag. Koret har kamtakket gavl med seks spidsbuede blændinger og trappefrisegesims over dobbelte savsnitsbånd. Nordsiden har aldrig haft vinduer, mod syd derimod tre store spidsbuede vinduer. Den velskårne prædikestol i ungrenæssance er fra 1559.

## Inventar
Kirkens orgel er bygget 1828 af Marcussen & Søn og er af anselig størrelse og passer godt til det store, høje rum, hvor det står på et pulpitur i vestenden. Tidligere altertavle – nu ophængt i koret – er et Getsemane-maleri af Adam Müller 1826 i samtidig ramme (tidligere tavle fra 1614 er nu i Jegerup). Døbefonten fra 1200-tallet i granit og i romansk stil. Dåbsfadet, fra 1953, skænket af familien Eriksen på Sparlund. Dåbskanden, fra 1970, skænket af familien Andersen, Nautrup. Alteret, fra 1995, udført af keramikeren Gerd Hiort Petersen. Knæfaldet er tegnet af hendes mand Hans Munck Andersen. De 2 store alterstager er fra 1784. Lydhimlen er fra 1621. Det såkaldte korbuekruciks, som sidder umiddelbart over korbuen, er fra sidst i 1400-tallet. Madonna med barnet er også fra 1400-tallet. Klingpung fra 1782. I kirken er ophængt flere store epitafier: På nordvæggen to, nemlig: Familien Bertelsen på Sparlundgård, 1729 (afbilledet herunder) og familien Engel, 1755.

## Billedgalleri
Klik på billederne for forstørrelse.
- Kirken set fra Nord Øst
- Detalje sydside
- Tårn set fra vest
- Syd-kapel med benhus til venstre
- Indgangsparti til benhuset
- Kig gennem skibet fra tårn
- Alterpartiet
- Prædikestolen
- Orgelfacade
- Getsemane maleriet
- Kalkmaleri
- Det store epitafium
- Det ophængte kirkeskib
- Døbefonten
- Maria med barn, træfigur niche
- Mindesten faldne ved sydside

## Eksterne kilder og henvisninger
- Bogværket Trap Danmark
- Øsby Kirke hos KortTilKirken.dk
- Øsby Kirke i bogværket Danmarks Kirker (udg. af Nationalmuseet)

- Wikimedia Commons har flere filer relateret til Øsby Kirke